# Нараяни (зона Непала)
Нараяни (непальск. नारायणी अञ्चल) — зона (административная территория) в Непале.

## География
Нараяни является одной из 14 зон, административных единиц, на которые разделён Непал. Название своё она получила от реки Нараяни, протекающей вдоль её западной границы и отделяющей от соседних зон Гандаки и Лумбини.
Зона расположена в южной части Центрального Непала, вдоль его границы с Индией. Значительную часть её занимают горы, покрытые лесами — предгорья Гималаев. Другая часть зоны находится в непальской части долины Тераи, богатой редкими видами флоры и фауны. Через зону протекают реки Нараяни и Рапти, здесь множество озёр — в том числе озёра Бишарари, Гаруда и другие.
Площадь зоны составляет 8313 километров. Численность населения равна 2 993 114 человек {2011}. Плотность населения — 360,05 чел./км².
Крупнейшими городами зоны являются Бхаратпур, Биргандж, Танди и Нараянгат.

## История и политика
Во время Англо-непальской войны на территории Нараяни происходили ожесточённые бои. В настоящее время зона является одной немногих территорий страны, где практически не ощущается активность действующих в Непале маоистских партизан.

## Административное деление
Зона Нараяни подразделяется на 5 районов:
- Бара
- Читван
- Макванпур
- Парса
- Раутахат

## Религия и культура
Зона Нараяни является территорией, на которой особо почитается культ индуистского бога Вишну. Здесь сосредоточено наибольшее число священных мест и мест паломничества в Непале.
В Нараяни находится старейший и один из крупнейших непальских национальных парков, Читван (площ. 932 км²). Здесь сохраняются редчайшие виды животных и птиц Азии: на территории парка восстановлена популяция бенгальских тигров, здесь также живут индийские белые носороги. К юго-востоку от Читвата расположен ещё один природный резерват площадью в 499 км².

## Экономика
Зона Нараяни является одной из самых экономически развитых в Непале. Через неё проходит основной поток торговли с Индией, центром которой является город Биргандж.